# Dunfield (Terre-Neuve-et-Labrador)
Dunfield est un district de services locaux de Terre-Neuve-et-Labrador, au Canada.
Dunfield est situé dans l'Est de l'île de Terre-Neuve, sur la péninsule de Bonavista. Le village est accessible par un chemin via la route 230.